# Triglops macellus
Triglops macellus är en fiskart som först beskrevs av Bean, 1884.  Triglops macellus ingår i släktet Triglops och familjen simpor. Inga underarter finns listade i Catalogue of Life.